# Cauloramphus
Cauloramphus is een geslacht van mosdiertjes uit de familie van de Calloporidae. De wetenschappelijke naam ervan is in 1903 voor het eerst geldig gepubliceerd door Alfred Merle Norman.

## Soorten[2]
- Cauloramphus brunea Canu & Bassler, 1930
- Cauloramphus californiensis Soule, Soule & Chaney, 1995
- Cauloramphus costatus Silén, 1941
- Cauloramphus cryptoarmatus Grischenko, Dick & Mawatari, 2007
- Cauloramphus cymbaeformis (Hincks, 1877)
- Cauloramphus disjunctus Canu & Bassler, 1929
- Cauloramphus echinus (Hincks, 1882)
- Cauloramphus intermedius Kluge, 1962
- Cauloramphus japonicus Silén, 1941
- Cauloramphus korensis Seo, 2001
- Cauloramphus magnus Dick & Ross, 1988
- Cauloramphus multiavicularia Dick, Grischenko & Mawatari, 2005
- Cauloramphus multispinosus Grischenko, Dick & Mawatari, 2007
- Cauloramphus neospiniferum Winston & Hayward, 2012
- Cauloramphus niger Grischenko, Dick & Mawatari, 2007
- Cauloramphus opertus Canu & Bassler, 1928
- Cauloramphus pseudospinifer Androsova, 1958
- Cauloramphus spectabilis Dick & Ross, 1988
- Cauloramphus spiniferum (Johnston, 1832)
- Cauloramphus symetrica Yang & Lu, 1981
- Cauloramphus tortilis Dick, Grischenko & Mawatari, 2005
- Cauloramphus variegatus (Hincks, 1881)